# ويليام والاس ويلسون
ويليام والاس ويلسون هو سياسي كندي، ولد في 26 أكتوبر 1876، وتوفي في 20 أغسطس 1967. حزبياً، نشط في الرابطة التقدمية المحافظة في ألبرتا ‏. وقد انتخب عضو الجمعية التشريعية ألبرتا.